# Реналдо Ботма
Реналдо Ботма (енгл. Renaldo Bothma; 18. септембар 1989) професионални је рагбиста и репрезентативац Намибије, који тренутно игра за екипу Тојота Верблиц у јапанској лиги. Висок 190 цм, тежак 105 кг, играо је у каријери за Леопарде, Пумасе, Лајонсе и Шарксе. За репрезентацију Намибије је до сада одиграо 10 тест мечева и постигао 35 поена.